# Anthony Ralston
Anthony Ralston, né le 16 novembre 1998 à Bellshill (Écosse), est un footballeur international écossais, qui évolue au poste de défenseur au sein du club du Celtic FC.

## Biographie

### Carrière en club
Il débute avec l'équipe première du Celtic FC le 11 mai 2016, lors d'une défaite face à St Johnstone FC (2-1). Il marque son premier but le 8 août 2017, en Coupe de la Ligue écossaise contre Kilmarnock. Le 12 septembre 2017, il joue son premier match en  phase de groupe de la ligue des champions contre le Paris Saint-Germain, où son club s'incline sur le lourd score de 0-5.

### Carrière en équipe nationale
En juin 2024, il fait partie de la liste des 26 joueurs convoqués par Steve Clarke pour disputer l'Euro 2024.

## Palmarès

### En club
Celtic FC (13)
- Championnat d'Écosse de football (7)
  - Champion en 2018, 2019, 2020, 2022, 2023, 2024, et 2025
- Coupe de la Ligue écossaise de football (3)
  - Vainqueur en 2022, 2023 et 2024
- Coupe d'Écosse de football (3)
  - Vainqueur : 2019, 2023, 2024